# Єгорова Людмила Борисівна
Людмила Борисівна Єгорова (Синьова) (24 лютого 1931, Оранієнбаум, Ленінградська область, СРСР — 21 травня 2009, Калінінград, Росія) — радянська гімнастка, олімпійська чемпіонка 1956 року, заслужений майстер спорту СРСР, тренер-викладач.

## Життєпис
Закінчила Державний двічі орденоносний інститут фізичної культури імені П. Ф. Лесгафта (1955). Працювала тренером-викладачем СК Ленінградського військового округу, тренером СДЮШОР ГОРОНО (Калінінград).

## Спортивні досягнення
- Олімпійська чемпіонка 1956 (командна першість).
- Бронзовий призер олімпійських ігор 1956 р. (командні вправи з предметом); в особистій першості — 10 місце.
- Переможниця Міжнародних студентських ігор 1954 р в опорному стрибку.
- Чемпіонка СРСР 1950—1953 рр. в акробатичних стрибках.

## Нагороди
- Звання заслужений майстер спорту СРСР (1955).
- Медаль «За трудову відзнаку»